# Зона Замфірова (фільм)
Зона Замфірова (серб. Зона Замфирова) — сербська драма, комедія 2002 режисера Здравко Шотри. Фільм базується на однойменній книзі сербського письменника Стевана Сремаца 1906 року.

## Сюжет
Події фільму відбуваються наприкінці 19 століття у сербському місті Ниш. Ювелір з простого роду Мане закохується у дочку місцевого багатія Зону. Вона відповідає йому взаємністю. Але її батько Замфір хоче віддати її за недалекого Манулача, сина іншого місцевого знатного багатія. При зустрічі Зона поводиться гордовито і ображає Мане, хоча і кохає його. Після цього він з друзями та родичами вирішують звести наклеп на Зону, буцімто вона втекла з дому. Репутація дочки Замфіра падає, і батьки Манулача не бажають одружувати з нею свого єдиного сина. Після цього Замфір сам приходить до ювеліра Мане і запрошує його в свій дім. Фільм закінчується гучним весіллям Зони та Мане.

## У ролях
- Воїн Четкович — Мане
- Катарина Радивоєвич — Зона Замфірова
- Драґан Ніколич — хаджи Замфір
- Мілена Дравич — Ташана
- Радмила Живкович — Дока
- Нікола Джуричко — Перица
- Слобода Мичалович — Васка
- Небойша Іліч — Манулач
- Бранімир Брстина — хаджи Йордан
- Даніца Максимовић — Перса
- Ружица Сокич — Таска
- Єліца Сретенович — Каліопа
- Светлана Бойкович — Євда
- Ана Франич — Василія
- Предраг Ейдус — Францішек
- Біляна Крстич — співачка
- Тихомир Станич — Стеван Сремац

## Музика
1. Снежана Спасич — Нане
2. Предраг Милосавлєвич — Зона Замфирова
3. Воїн Четкович — Побегуља
4. Слобода Мичалович — Станика ми болна
5. Біляна Крстич і Бистрик — Где има вода студена, Радуле
6. Біляна Крстич і Бистрик — Петлови
7. Біляна Крстич і Бистрик — Пуче пушка
8. Біляна Крстич і Бистрик — Не гони коња море момиче
9. Нане
10. Степенице
11. Пременување
12. Погледи
13. Зонина шетња
14. Крађа младе
15. Укор
16. Црква
17. Удварање
18. Зона
19. Интро

## Цікаві факти
- У фільмі говорять торлацьким діалектом, який відрізняється від літературної сербської мови.
- Фільм став найбільш успішним за всю історію сербського кіно. У кінотеатрах його переглянули 1,2 мільйони людей у Сербії та 1,6 мільйони у Сербії та Чорногорії разом.